# Lingga (Simpang Empat)
Lingga is een bestuurslaag in het regentschap Karo van de provincie Noord-Sumatra, Indonesië. Lingga telt 3060 inwoners (volkstelling 2010).